# 100BaseVG
100BaseVG je 100 Mbit/s Ethernetový standard, který byl původně navržen společnostmi Hewlett-Packard a AT&T Microelectronics a ratifikován ISO roku 1995. Využívá kroucenou dvojlinku kategorie 3. Označení VG značí voice grade, tedy hlasový stupeň. Norma se často značí jako 100VG-AnyLAN, protože podporuje rovněž technologii Token Ring.

## Historie
Norma 100BaseVG začala ve skupině IEEE 802.3u podobně jako Fast Ethernet. Jedna část výboru chtěla zachovat protokol CSMA/CD, aby se udržel tzv. „čistý Ethernet“. Druhá část chtěla využít přístupovou metodu zvanou „demand priority“ (žádost s prioritou), kde odpadá zkoušení zdali síť je nečinná a detekování kolizí, které jsou charakteristické pro CSMA/CD a způsobují snížení propustnosti sítě při jejím větším zatížení. Zastupitelé IEEE však vydali prohlášení: „Toto je komise 802.3, odpovídající za standard Ethernetu. Pokud chcete využívat jiný protokol, vytvořte si vlastní výbor.“ Vznikla tak skupina 802.12 zodpovědná za standard 100BaseVG.
Tato technologie ale neměla dlouhého trvání a prakticky zanikla již v roce 1998. Zpočátku se standard 100VG-AnyLAN jevil jako prosperující, především díky jeho testování, které prokázalo větší přenosovou rychlost přes hub než Fast Ethernet. Fast Ethernet switche nebyly v té době tolik rozšířené kvůli jejich vysoké ceně a tak výkon 100VG měl zpočátku výhodu. Jak však ceny klesaly, nahradil ho efektivnější Fast Ethernet.